# 헤르만 마이어
헤르만 마이어(독일어: Hermann Maier, 1972년 12월 7일 ~ )는 오스트리아의 은퇴한 알파인 스키 선수이다.
1990년대 후반부터 세계적인 알파인 스키 선수로 활약했다. 1998년 동계 올림픽 활강 경기 도중 코스를 이탈하는 사고를 당했으나, 다음에 치러진 슈퍼대회전과 대회전에서 우승하여 올림픽 2관왕이 되었다. 2001년 오토바이 사고로 활동을 중단하여 2002년 동계 올림픽에 참가하지 못했으나, 그 다음 시즌에 복귀하여 세계 선수권에서 입상하였다.
2005년 세계 선수권에서 금메달을 땄고, 2006년 동계 올림픽에서 슈퍼대회전에서 은메달, 대회전에서 동메달을 땄다. 그 후로도 활동하다 2009년 은퇴했다. 과감한 레이스를 펼치면서 심각한 부상 후에도 복귀에 성공하여 터미네이터를 연상한다고 하여 헤르만과 터미네이터의 합성어인 '헤르미네이터'(Herminator)라는 별명으로 알려졌다.